# Dusona scutellator
Dusona scutellator är en stekelart som beskrevs av Hinz 1979. Dusona scutellator ingår i släktet Dusona och familjen brokparasitsteklar. Inga underarter finns listade i Catalogue of Life.